# Tapinocyba anceps
Tapinocyba anceps är en spindelart som beskrevs av Denis 1948. Tapinocyba anceps ingår i släktet Tapinocyba och familjen täckvävarspindlar.
Artens utbredningsområde är Frankrike. Inga underarter finns listade i Catalogue of Life.